# Котбридж
Ко́тбридж (англ. Coatbridge, гэльск. Drochaid a' Chòta, скотс Cotbrig) — город в центральной части Шотландии. Расположен в округе Норт-Ланаркшир. Занимает 159 место по численности населения в Великобритании, лидирует в своём регионе.

## Города-побратимы[2]
- Гатчина, Россия
- Сен-Дени, Франция
- Кампи-Бизенцио, Италия